# Jesús José Herrera Quiñonez
Jesús José Herrera Quiñonez (ur. 20 grudnia 1961 w Mexicali) – meksykański duchowny rzymskokatolicki, w latach 2011-2023 biskup Nuevo Casas Grandes, biskup biskup Culiacán od 2023.

## Życiorys
Święcenia kapłańskie przyjął 20 grudnia 1987 i został inkardynowany do diecezji Mexicali. Pracował głównie jako duszpasterz parafialny, był także m.in. diecezjalnym asystentem Ruchu Rodzin Chrześcijańskich oraz sekretarzem kancelarii kurii.
27 października 2011 został mianowany biskupem Nuevo Casas Grandes, zaś 15 grudnia 2011 przyjął sakrę biskupią z rąk abp. Constancio Mirandy Wechmanna.
21 września 2023 papież Franciszek mianował go biskupem diecezji Culiacán.